# Just Can’t Get Enough
A Just Can’t Get Enough című dal a brit Depeche Mode együttes harmadik kimásolt kislemeze debütáló Speak & Spell című stúdióalbumukról. A dal 1981. szeptember 7-én jelent meg, egy hónappal a debütáló album megjelenése előtt. A dalt az év nyarán rögzítették a Blackwing stúdióban. Ez volt a csapat első kislemeze, mely megjelent az Egyesült Államokban 1982. február 18-án. A dal egy riffvezérelt szintipop dal volt, egyben az utolsó kislemez, melyet Vince Clarke alapító tag írt, mielőtt 1981 novemberében távozott a zenekarból.
A Just Can’t Get Enough egyetlen változata ugyanaz, mint az Egyesült Királyságban kiadott album verziója. A 12 inches maxi egy "Schizo Mix"-et tartalmaz, mely a dal kibővített változata, további szinti hangzásokkal, amelyek baljós hangulatot kölcsönöznek a dalnak. Ez a változat hallható a Speak & Spell című album amerikai kiadásán is, valamint az újrakiadott Egyesült Királyság-beli változaton is, illetve a The Singhels 81-85, és a Remixes 81-84 újrakiadásán is.
A kislemez B. oldalán hallható "Any Second Now" volt az első kereskedelmi forgalomban kapható instrumentális Depeche Mode dal, mely szerepel a Speak & Spell angol újrakiadásában is. Az albumon "Any Second Now (Voices)" címen jelent meg egy éneket tartalmazó változat is, melyen Martin Gore hallható. Az extended verzió az "Altered Mix" címet kapta. Az Egyesült Államokban a Tora! Tora! Tora! Az albumon a "Tora! Tora! Tora!" keresztfakult az előző számhoz képest, a "Photographichoz", de a kislemezen tiszta a bevezetés.
A kislemez a 8. helyet érte el az Egyesült Királyságban, és a  26. helyet a US Hot Dance Club Play listán, ezzel minden szempontból a legmagasabb helyezést érte el. Ez lett a banda első (és legnagyobb) slágere is Ausztráliában, elérve a 4. helyet a listán.

## Videóklip
A Just Can’t Get Enough volt a csapat első videóklipje, melyet Clive Richardson rendezett, és az egyetlen olyan videó, melyben Vince Clarke is szerepel. A videóban látható külső jelenetek a Southbank központban készültek, a Royal Festival Hall sarkán lévő aluljáróban, és egy nemrég lebontott lépcsőnél.

## Számlista
| 7": Mute / 7Mute16 (Egyesült Királyság) 1. "Just Can’t Get Enough" – 3:45 2. "Any Second Now" – 3:08 12": Mute / 12Mute16 (Egyesült Királyság) 1. "Just Can’t Get Enough (Schizo Mix)" – 6:46 2. "Any Second Now (Altered)" – 5:43 CD: Mute / CDMute16 (Németország) 1 1. "Just Can’t Get Enough (Schizo Mix)" – 6:46 2. "Any Second Now (Altered)" – 5:43 3. "Just Can’t Get Enough (7" Version)" – 3:45 | CD: Mute / CDMute16 (Egyesült Királyság) 2 1. "Just Can’t Get Enough" – 3:45 2. "Any Second Now" – 3:08 3. "Just Can’t Get Enough (Schizo Mix)" – 6:46 4. "Any Second Now (Altered)" – 5:43 7": Sire / 50029-7 (Egyesült Államok) 1. "Just Can’t Get Enough" – 3:45 2. "Tora! Tora! Tora! (Single Version)" – 4:17 CD: Sire / 40291-2 (Egyesült Államok)2 1. "Just Can’t Get Enough" – 3:45 2. "Any Second Now" – 3:08 3. "Just Can’t Get Enough (Schizo Mix)" – 6:46 4. "Any Second Now (Altered)" – 5:43 |

Megjegyzés
- 1: Megjelent 1988-ban
- 2: Megjelent 1991-ben
- Minden dalt Vince Clarke írt, kivéve a "Tora! Tora! Tora! (Single Version)", melyet Martin Gore írt.

## Élő változatok
A dalt szinte minden Depeche Mode turné alkalmával előadták, és az évek során több különféle élő változat jelent meg live albumokon és koncertvideókon, vagy B. oldalas kislemezként. Az 1982. október 25-én "Scizo mix" élő változata felkerült az 1983-as "Love in Self 2" és a "Live Tracks" 12-es lemezre is, melyet a londoni Hammersmith Odeonban rögzítettek. A dal 1985-ben sláger lett Hollandiában, és Belgiumban. A dal A oldalas kislemezként jelent meg, és a holland Radio Veronica rádióállomáson Erik de Zwart, Jeroen van Inkel, Adam Curry DJ-k előszeretettel forgatták azt, így felkerült a holland és belga slágerlistákra. A dal Top 10-es helyezett lett annak ellenére, hogy a Love in Self 2 és a 12"-es live dalok hivatalosan nem kvalifikálták magukat a kislemezlistára, mivel minialbumnak titulálták azokat.

## Slágerlista
| Slágerlista (1981–1982)                            | Legmagasabb helyezés |
| -------------------------------------------------- | -------------------- |
| Australia (Kent Music Report)                      | 4                    |
| Belgium (Ultratop 50 Flanders)                     | 30                   |
| Írország (IRMA)                                    | 16                   |
| Új-Zéland (Recorded Music NZ)                      | 29                   |
| Spain (AFYVE)                                      | 18                   |
| Svédország (Sverigetopplistan)                     | 14                   |
| Egyesült Királyság (UK Singles Chart)              | 8                    |
| UK Indie (MRIB)                                    | 1                    |
| US Hot Dance Club Songs (Billboard) with "Nodisco" | 26                   |

| Slágerlista (1985)             | Legmagasabb helyezés |
| ------------------------------ | -------------------- |
| Belgium (Ultratop 50 Flanders) | 8                    |
| Hollandia (Top 40)             | 5                    |
| Hollandia (Single Top 100)     | 10                   |

| Slágerlista (2011)                    | Legmagasabb helyezés |
| ------------------------------------- | -------------------- |
| Skócia (Scottish Singles Top 40)      | 26                   |
| Egyesült Királyság (UK Singles Chart) | 74                   |

| Slágerlista (2013)             | Legmagasabb helyezés |
| ------------------------------ | -------------------- |
| Franciaország (Single Top 100) | 146                  |

| Slágerlista (1982)            | Helyezés |
| ----------------------------- | -------- |
| Australia (Kent Music Report) | 45       |

| Chart (1985)                   | Position |
| ------------------------------ | -------- |
| Belgium (Ultratop 50 Flanders) | 80       |
| Netherlands (Dutch Top 40)     | 52       |
| Netherlands (Single Top 100)   | 55       |

## Tanúsítványok
| Régió                                                            | Minősítés | Eladott példányszám |
| ---------------------------------------------------------------- | --------- | ------------------- |
| Olaszország (FIMI)                                               | arany     | 25 000‡             |
| Portugália (AFP)                                                 | arany     | 20 000‡             |
| Egyesült Királyság (BPI)                                         | platina   | 600 000‡            |
| ‡ Eladási+streaming példányszámok kizárólag a minősítés alapján. |           |                     |